# Definicija
Definicija je sud kojim se nedvosmisleno utvrđuje sadržaj, opseg i doseg nekog pojma.
Obuhvaća 4 osnovna značenja:
1. sažeto, jasno i što je moguće preciznije tumačenje (opis) nekog pojma.
2. točno objašnjenje značenja neke riječi pomoću pojmova koji se smatraju poznatima
3. logička operacija kojom se određuje opseg i sadržaj nekog pojma pomoću drugih pojmova
4. teol. svečana odluka pape ili kojeg ekumenskog sabora kojim se neka istina konačno i za cjelokupnu Crkvu prihvaća kao obvezatna u naučavanju i tumačenju katoličke vjere

U matematici, za svaki matematički pojam postoji definicija, osim za pojam skup.
Skup se uzima kao pojam koji je sam po sebi jasan i to je osnovni matematički pojam.
U logici, definicija (lat. definitio: ograničenje, određenje) je izraz kojim se određuje sadržaj nekog pojma točno i jednosmisleno s pomoću najbližega višega rodnog pojma (genus proximum) i specifične razlike (differentia specifica). 
Sasoji se od definienduma (onog što definira) i definiensa (onoga čime se definira). Definicija ne smije biti cirkularna, pojam koji se javlja u definiendumu; ne smije se pojaviti u definiensu.
Na području leksikografije i enciklopedike, definicija je neizostavni dio svakog leksikografskog i enciklopedičkog članka. Od glave članka odvojena je zarezom, nema pomoćnog glagola niti uputnica. Rabe se samo poznati pojmovi ili pojmovi koji su objašnjeni pod tim nazivom u djelu.
U širem smislu, definicija je svaki izraz koji pobliže određuje ili objašnjava značenje riječi ili fraze.

### Vrste definicija
1. deskriptivna (opisna)
2. precizirajuća, točno određuje pojam
3. stipulativna, uvodi se pojam i objašnjenje, iskaz koji se objašnjava

## Vanjske poveznice
- Hrvatski jezični portal